# Галијано (Луизијана)
Галијано (енгл. Galliano) насељено је место без административног статуса у америчкој савезној држави Луизијана.

## Демографија
По попису из 2010. године број становника је 7.676, што је 320 (4,4%) становника више него 2000. године.
| Група             | 2000.         | 2010.         |
| Белци             | 6.726 (91,4%) | 6.353 (82,8%) |
| Афроамериканци    | 51 (0,7%)     | 131 (1,7%)    |
| Азијати           | 59 (0,8%)     | 39 (0,5%)     |
| Хиспаноамериканци | 128 (1,7%)    | 582 (7,6%)    |
| Укупно            | 7.356         | 7.676         |